# Angel Reese
Angel Reese (Randallstown, Maryland, 6 de mayo de 2002) es una baloncestista estadounidense que actualmente milita en las Chicago Sky de la WNBA. Con 1,90 metros de altura, juega en la posición de ala-pívot.
Jugó baloncesto universitario en Maryland y LSU, donde fue campeona nacional en 2023 antes de ser elegida por las Sky en la primera ronda del Draft de la WNBA de 2024.
Reese se unió a los Maryland Terrapins como el recluta mejor clasificado en la historia del programa, pero su temporada de primer año en 2020-21 fue interrumpida por una fractura en el pie derecho. Associated Press la nombró All-American del tercer equipo en su segundo año. En su temporada junior, Reese se transfirió a LSU y fue una selección unánime del primer equipo All-American. Llevó a LSU a su primer campeonato nacional, donde fue la Jugadora Más Destacada. Reese estableció el récord de la NCAA en una sola temporada en dobles-dobles y el récord de la SEC en una sola temporada en rebotes. En su último año, fue nombrada Jugadora del Año de la SEC y All-American. A nivel internacional, Reese ayudó a Estados Unidos a ganar una medalla de plata en la AmeriCup femenina FIBA 2023. Se estima que es una de las que más gana entre los atletas universitarios gracias a acuerdos de nombre, imagen y semejanza.

## Comienzos
Aprendió a jugar baloncesto de su madre a una edad muy temprana y creció jugando contra su hermano, Julian en la entrada de su casa. Reese compitió en una liga recreativa en el condado de Baltimore, donde también jugaba su madre. Emergió como una de las mejores jugadoras de la ciudad y tuvo éxito jugando por encima de su grupo de edad y en equipos masculinos. Reese jugó la posición de armador antes de tener dos períodos de crecimiento en su primer año de escuela secundaria. Además del baloncesto, durante su infancia participó en ballet, gimnasia, natación y atletismo. Reese asistía con frecuencia a los partidos de las Washington Mystics y se inspiraba en las jugadoras de la Asociación Nacional de Baloncesto Femenino (WNBA), Candace Parker y Maya Moore, así como en la ex jugadora de la Asociación Nacional de Baloncesto (NBA) y Muggsy Bogues, nativa de Baltimore. Ron James la entrenó en Team Takeover, un programa de la Amateur Athletic Union (AAU) con sede en Washington D. C. que compite en la Nike Elite Youth Basketball League (EYBL), un circuito nacional. Sus compañeros de equipo de la AAU incluyeron a Madison Scott, Mir McLean y Jakia Brown-Turner, todos los cuales recibieron calificaciones de cinco estrellas por parte de ESPN al final de sus carreras en la escuela secundaria.

### Universidad
Reese asistió a la Academia St. Frances en Baltimore, donde fue jugadora de baloncesto universitaria durante cuatro años bajo la dirección del entrenador en jefe Jerome Shelton. Al principio de su carrera, fue compañera de equipo de la futura jugadora de la WNBA, Nia Clouden. Debido a su tamaño y atletismo, podía jugar las cinco posiciones y entró en la alineación titular a mitad de su primera temporada. Como estudiante de primer año, Reese promedió 11,1 puntos y 11 rebotes por partido, lo que le valió los honores del primer equipo All-Metro de The Baltimore Sun. Ayudó a su equipo a ganar el título de la Conferencia A de la Asociación Atlética Interescolar de Maryland (IAAM) y terminar la temporada con un récord 30–1. Su equipo sufrió su única derrota ante Hamilton Heights Christian Academy en las semifinales de los High School Nationals, donde Reese registró 20 puntos y 24 rebotes e hizo un tiro de retroceso para sonar la chicharra y enviar el juego a tiempo extra. Fue nombrada miembro del equipo de todo el torneo High School Nationals.

## Premios y nominaciones
| Año  | Premio                          | Nominado    | Categoría                    | Resultado | Ref.   |
| ---- | ------------------------------- | ----------- | ---------------------------- | --------- | ------ |
| 2025 | Nickelodeon Kids' Choice Awards | Angel Reese | Deportista femenina favorita | Nominada  | [ 19 ] |